# Rosario Crocetta
Rosario Crocetta (Gela, 1951. február 8. –) olasz politikus. 2012 és 2017 között Szicília kormányzója, 2013. januárja óta a Régiók Bizottságának tagja.

## Életpályája
Egy varrónő és vízügyi hivatalnál dolgozó hivatalnok fiaként született, bátyja Salvatore Crocetta az Olasz Kommunista Párt egykori regionális titkára és a párt szicíliai szenátora volt. Érettségi után Gelában dolgozott az ENI állami olajipari cégnél. Dolgozott emellett a baloldali szellemiségű L'Unitá és a kommunista Il manifesto napilapoknak is, 1987-ben jelent meg verseskötete Diario di una giostra címen.
Saját bevallása szerint, olasz, arab, francia és angol nyelven is beszél, a közösségi médiában a szicíliai nyelvet is használja.
Politikai szerepet először az Olasz Kommunista Pártban, később a Kommunista Újjászerveződés Pártjában dolgozott, ez utóbbi párt színeiben volt Gela városvezetésének kulturális ügyekért felelő tanácsosa 1996 és 1998 között. 2000 és 2001 között a város közoktatási tanácsosa volt.

### Gela polgármestere
2002-ben az Olajfa-szövetség polgármester-jelöltje volt szülővárosában, Gelában. Ahol a jobbközép jelölt Giovanni Scaglione nyert, 197 szavazattal kapott többet Crocettánál. 2003-ban megválasztották a város polgármesterévé, miután a regionális bíróság szabálytalanságokat tárt fel a polgármester-választásban, egy telefonos beszélgetésben kiderült, hogy egy maffiafőnök utasítást adott a városvezetői testület egyik tagjának, hogy "tegyék lehetővé, hogy ne tudjon győzni a "kommunista buzi".
A választási kampányában többször is hangsúlyozta, hogy fel kell venni a harcot a Cosa Nostrával szemben, magát "maffiaellenes polgármester"-nek nevezte. Maffiaellenes intézkedései közé tartozott hogy a közfoglalkoztatást a csendőrség alá szervezte és hogy elbocsátotta a városvezetés maffiakapcsolatokkal rendelkező tisztségviselőit.
A 2007-es olaszországi helyhatósági választásokon újraindult Gela városvezetésért, a választásokon 64,8%-kal győzött és ismét polgármester lett. A 2008-as szicíliai regionális választáson a régió közfoglalkoztatásért felelős tanácsosának kérték fel, 2008-ban belépett a Demokrata Pártba.

## Szicília kormányzója
2012-ben a regionális választáson megválasztották Szicília kormányzójának, amivel ő lett Olaszország történelmében az első nyíltan homoszexuális tartományi kormányzó.

### Első intézkedései
Kormányzóként első intézkedései közt szerepelt, hogy megszüntetett 13 regionális gazdasági társaságot, bürokrácia csökkentésének céljából. Emellett elbocsátott 21 olyan újságírót, akiket az előző kormányzó nevezett ki főszerkesztőknek és csökkentette a regionális hivatalok vezetőinek fizetését.

#### Maffia és korrupcióellenes harca
2013-ban Crocetta több mint 90 regionális tanácsost bocsátott el, akik aktívan benne voltak a Szicíliában zajló korrupciós ügyekben: egy olyan gazdasági társaságról volt szó, amit a maffia irányított és az Expo létrehozásában dolgozott és a szicíliai autópálya-kezelő cég pénzéből működött, és évente 3 millió eurós összegbe került ennek a vállalatnak a működése.

#### Gazdasági fejlesztések
2013. február 28.-án Crocetta, Fabrizio Barca kohéziós ügyekért felelős miniszterrel, Corrado Passaera gazdaságfejlesztési miniszterrel, Mauro Moretti Olasz Vasút elnökével és Michele Mario Elia a Vasút infrastrukturális dolgait vezető üzletágának vezetőjével szerződést kötött, amely Messina-Catania-Palermo vonalon csökkentené a vasúti utazás idejét.
2013 júniusában Crocetta a Tunisairrel és Ryanairrel való szerződést aláírta, amivel a Comiso-i repülőtér megkezdte működését.

## Meghiúsult merényletek ellene
2003-ban a Gelában működő Stidda maffiaszervezet csapdába akarta csalni és megöletni a frissen megválasztott polgármestert. A Gyilkosságra felbérelték a litván származású Minius Marius Denisenkot, akivel a december 8.-án a szeplőtelen fogantatás alkalmából megrendezett felvonuláson akarták megölni a polgármestert. Ettől az eseménytől kezdve Crocetta testőrséggel jár mindenhova, amibe beletartozik egy páncélozott autó, amiben 4 testőr védi a polgármestert éjjel-nappal.
2008-ban a caltanissettai rendőrbírók nyomozásának köszönhetően meghiúsítottak egy Cosa Nostra által tervezett merényletet, melynek keretében meg akarták ölni Crocettát. Innentől kezdve Crocetta dupla annyi testőrt alkalmazott.

## Bírósági ügyei
2014 áprilisában a Számvevőszék nyomozást rendelt el ellene egy 2,2 millió eurónyi pénzügyi csalás ügyében, ez év szeptemberében a Palermói Bíróság ejtette a Rágalmazási vádat, amivel Nello Musumeci Szicília maffiaellenes bizottságának elnöke vádolta meg és jelentett fel. Crocetta azt állította, hogy Musumeci jóváhagyásával működtetett a maffia négy szemétégetőt.

## Magánélete
Rosario Crocettaról nyílt titok volt homoszexualitása, 2003-ban polgármesterként való megválasztásakor már felvállalta szexuális identitását.